# Senta Mundana
Senta Mundana (en francès Sainte-Mondane) és un municipi francès situat al departament de la Dordonya i a la regió de la Nova Aquitània. Limita al nord-est amb Sent Julian de Lamponh, a l'est amb Masclat, al sud amb Fajòlas, al sud-oest amb Veirinhac i Milhac i al nord-oest amb Calviac de Perigòrd.

## Demografia
| 1962                                       | 1968 | 1975 | 1982 | 1990 | 1999 | 2007 |
| ------------------------------------------ | ---- | ---- | ---- | ---- | ---- | ---- |
| 288                                        | 262  | 240  | 223  | 212  | 199  | 227  |
| Des de 1962: població sense dobles comptes |      |      |      |      |      |      |

## Administració
| Període   | Identitat          | Partit |
| --------- | ------------------ | ------ |
| 1989-2008 | Claude Brard       | PS     |
| 2008-     | Marguerite Planche |        |

## Personatges il·lustres
- François Fénelon